# Radio-Activity
Radio-Activity is een album van de Duitse groep Kraftwerk uitgebracht in 1975. Het werd ook uitgebracht in een Duitse versie onder de naam Radio-Aktivität. In tegenstelling tot de latere albums verschillen enkel de titels en niet de teksten van de nummers.

## Nummers
(titels Engelse versie / titels Duitse versie)
1. "Geiger Counter" / "Geigerzähler" – 1:05
2. "Radioactivity" / "Radioaktivität" – 6:44
3. "Radioland" / "Radioland" – 5:50
4. "Airwaves" / "Ätherwellen" – 4:53
5. "Intermission" / "Sendepause" – 0:37
6. "News" / "Nachrichten" – 1:31
7. "The Voice of Energy" / "Die Stimme der Energie" – 0:55
8. "Antenna" / "Antenne" – 3:47
9. "Radio Stars" / "Radio Sterne" – 3:35
10. "Uranium" / "Uran" – 1:24
11. "Transistor" / "Transistor" – 2:15
12. "Ohm sweet Ohm" / "Ohm sweet Ohm" – 5:39

1, 5, 6, 10, 11 (de instrumentale nummers) geschreven door Hütter/Schneider

2, 3, 4, 7, 8, 9, 10 geschreven door Hütter/Schneider/Schult

## Gebruikte elektronische (en) muziekinstrumenten
- Roland RE-201 Space Echo
- ARP Odyssey
- Farfisa Rhythm Unit 10
- EMS Synthi A
- Oscilloscoop
- Vako Orchestron